# 화필

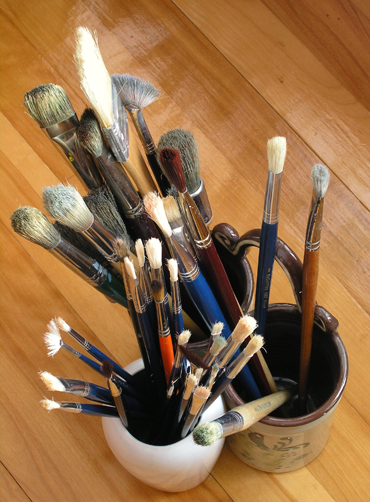
화필

화필(畫筆)은 그림을 그리는 데 사용되는 붓이다.

## 역사
화필은 약 250만년 전 구석기 시대부터 인간에 의해 색소를 바르기 위해 사용되었다.